# Кайетур (национальный парк)
Национальный парк Кайетур (англ. Kaieteur National Park) — национальный парк, расположенный в регионе Потаро-Сипаруни Гайаны в самом центре щита Гвианского плоскогорья.

## История
Национальный парк Кайетур является старейшим в Гайане. Он был создан по решению британской колониальной администрации в 1929 году с целью сохранить естественные пейзажи, уникальные флору и фауну. Его первоначальная площадь составляла 45 квадратных миль.
В 70-х XX века часть территории национального парка была отдана во власть горнодобывающей промышленности, что не могло не отразиться на состоянии окружающей среды, повлиять на местный животный мир и нанести урон растительному миру. Поэтому в 1990-х годах с целью защиты водораздела и целостности области, ему не только вернули территории, но и значительно расширили её.  сейчас площадь составляет 224 квадратные мили (приблизительно 630 км²).

## Описание
Горный массив парка является одним из старейших на Земле, его высота колеблется от 2000 до 2700 метров. Высочайшая гора массива Рорайма также находится на территории парка.
В парке произрастает порядка 20 000 видов растений, из которых около 35 % являются эндемиками.